# 福岡放送
株式会社福岡放送（ふくおかほうそう、英: Fukuoka Broadcasting System Corporation）は、 読売中京FSホールディングス（FYCS）の連結子会社で、福岡県を放送対象地域としたテレビジョン放送事業を行っている特定地上基幹放送事業者である。

## 概要
コールサインはJOFH-DTV。日本テレビ系列（NNN・NNS）の九州地方の基幹局である。
NNN系列フルネット局がない佐賀県のNNNニュース取材も行っている。また1990年10月から1991年3月までの半年間、長崎県にNNN系列空白区域が発生したときには長崎支局を開設し、長崎県内の取材も担当していた。全国高等学校サッカー選手権大会の佐賀県大会決勝、及び、全国大会での佐賀県代表出場試合もFBSが中継する。
キャッチコピーは2012年3月より「5ing!FBS 全力放送」で、地上デジタル放送のキャッチコピーは「地デジも全力放送。」の他、「地域密着No1」も使用していた。2014年の開局45周年の際は「未来（あした）へ」のキャッチコピーが期間限定で使用された。2016年4月から、新キャッチコピー「みたいけん。FBS」が使用されている。「みたいけん」とは博多弁で「見たいから」の意で、「未体験」にも掛けている。2019年は、開局50周年として「さぁ、みんなで立ち上がろう! やーっ!FBS」を使用。「やーっ!」は、福岡県内の小学校で体操座りから立ち上がるときに声を揃えて立ち上がる独特の風習から取ったもの。
九州ブロックネット番組については、かつては『Dr.クラナガン』や『なぜなぜ九州』など、現在は毎年夏・冬の年2回放送する『九州まるごと生情報』、年末に九州の一年の動きをまとめた『九州××××』、年に数回放送される旅バラエティ番組『今田耕司のすっぴんツアー!』などを放送している。
ゴールデン・プライムタイムに放送する自社制作番組（ミニ番組を除く）では、長年『ナイトシャッフル』などを放送してきたが2019年6月に『ガンバナ! 頑張るキミに花束を!』が終了して以降はレギュラー番組としては放送されていない。
視聴率は、2023年の年間視聴率、年度視聴率とも個人全体視聴率三冠王（全日、ゴールデン、プライム）を達成した。FBSでは、福岡県で最も多くの人に見られているテレビ局であることや個人視聴率と世帯視聴率との違いを自社のHPで説明し同年の年間視聴率が世帯視聴率で三冠（全日、プライム、ノンプライム）と個人視聴率で二冠（全日、ノンプライム）で首位を達成した九州朝日放送（KBC）との違いをアピールしている。
主な受賞歴に『地元検証バラエティ 福岡くん。東福岡高校徹底解剖SP』で2024年日本民間放送連盟賞テレビバラエティ優秀賞を受賞しグランプリ候補番組に選ばれた。グランプリ候補番組に選ばれたのは初めてだった。同番組は『第2回福岡箸上げ選手権 完全版』でも2022年に同賞テレビエンターテイメント番組優秀賞を受賞した。また『ナンデモ特命係 発見らくちゃく!～28歳の小卒女性SP！完全版』で第61回ギャラクシー賞優秀賞を受賞した。同賞は選奨に選ばれたことはあるが入賞にあたる優秀賞を受賞したのは初めてだった。同番組は、『"シャボン玉に願いを・・・"完全版』でも2018年日本民間放送連盟賞テレビエンターテイメント番組優秀賞を受賞した。
在福テレビ局では唯一、小倉競馬場における賞レース（社盃）を提供したことがない。
また、日本テレビ系列のテレビ単営局で唯一、社名に「テレビ（ジョン）」が付かない局であり、「（都道府県名）放送」と名乗る日本テレビ系列局では、唯一テレビ単営局でかつ、アナログ親局がUHFだった。

## 会社概要
- 出典[1]

### 事業所
本社・演奏所

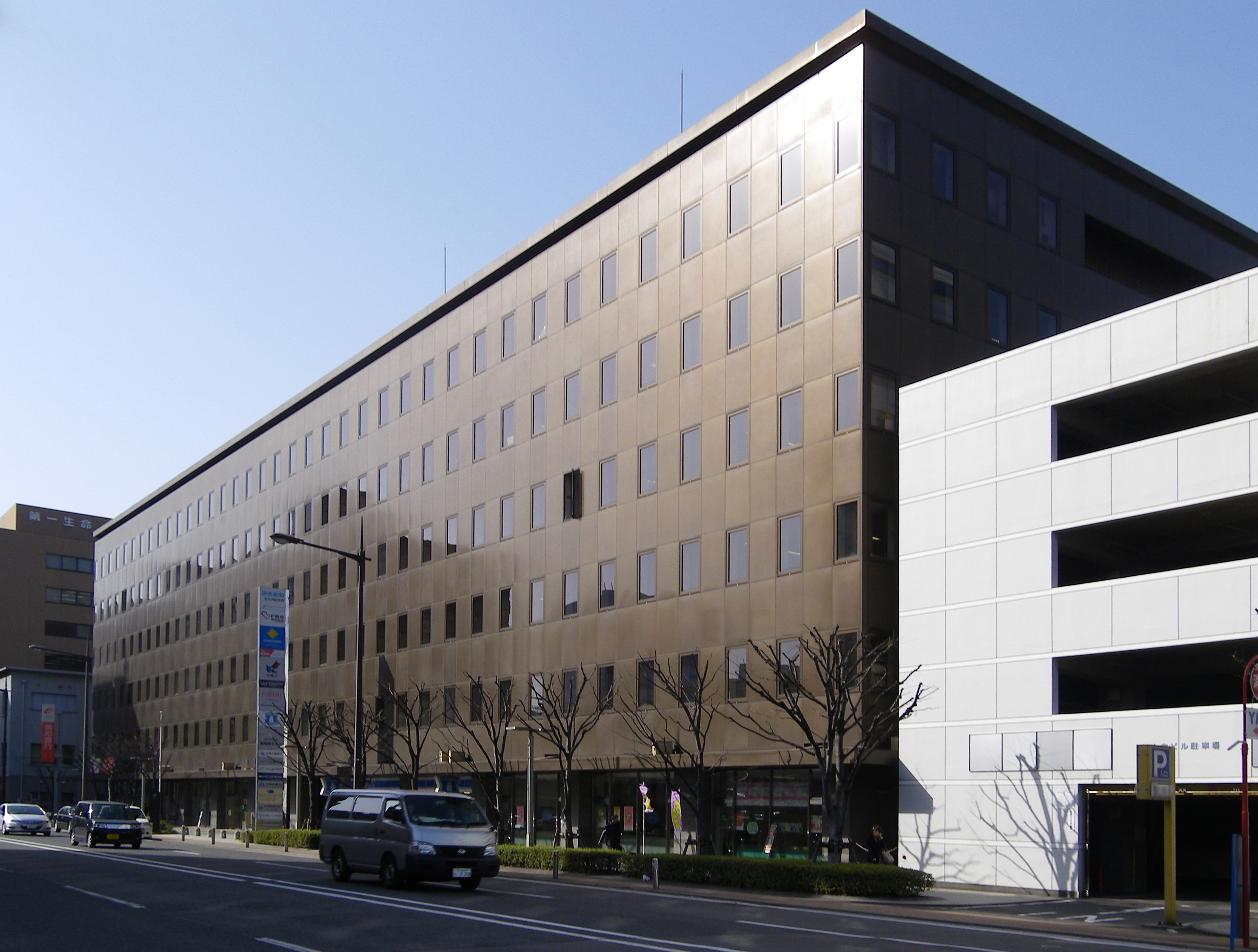
新小倉ビル（北九州支社が入居）

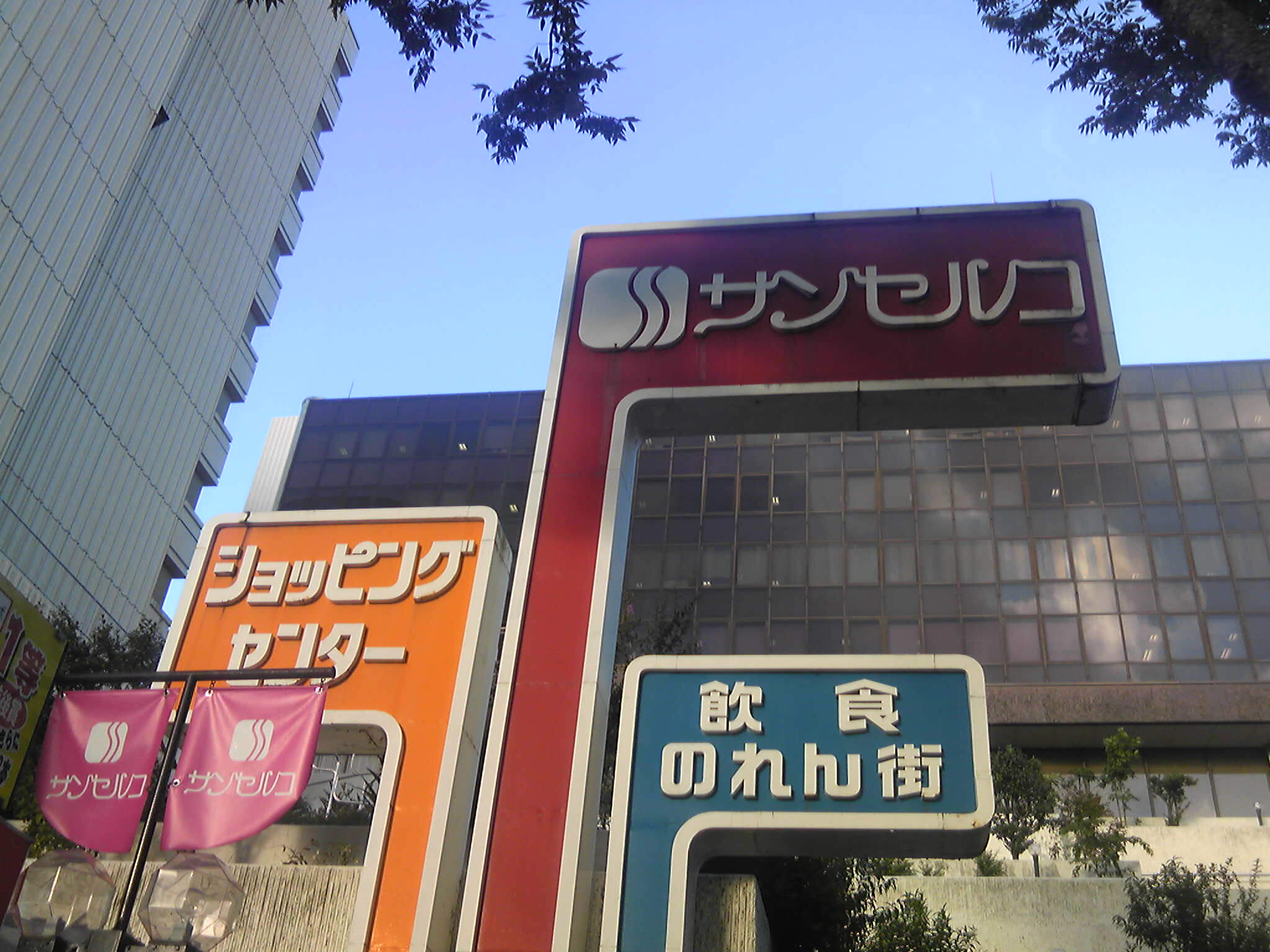
旧：本社（サンセルコ（奥）・現在は電気ビルサンセルコ別館）
現在、屋上のロゴ入り鉄塔・入口の「FBS福岡放送」のロゴは撤去されている。

- 福岡県福岡市中央区清川2丁目22番8号（郵便番号 810-8655）

支社
- 北九州支社：福岡県北九州市小倉北区米町2丁目2番1号 新小倉ビル内
- 東京支社：東京都中央区銀座5丁目15番8号 時事通信ビル9階
- 大阪支社：大阪府大阪市北区梅田1丁目2番2号 大阪駅前第2ビル10階
過去には久留米市にも支社（福岡県南部・佐賀県の広告営業）があったが、福岡本社に統合して廃止した。
- バンコク支局（タイ）
- ソウル支局（韓国）
バンコクにはNNNとしての支局を設け、支局長を派遣しているほか、韓国のSBSソウル放送本社内に日本テレビが開設しているNNNソウル支局にも、FBSから記者を派遣している。かつてよみうりテレビが開設していたフィリピンのマニラ支局を譲り受けFBSが運営していた時期もある。

## 主なチャンネル
直接受信可能エリアは福岡県、佐賀県のほぼ全域と山口県下関 - 宇部市付近の沿岸部、長崎県有明海沿岸部、壱岐、対馬、大分県中津 - 宇佐・日田地域、熊本県北部の一部地域。

### デジタル放送

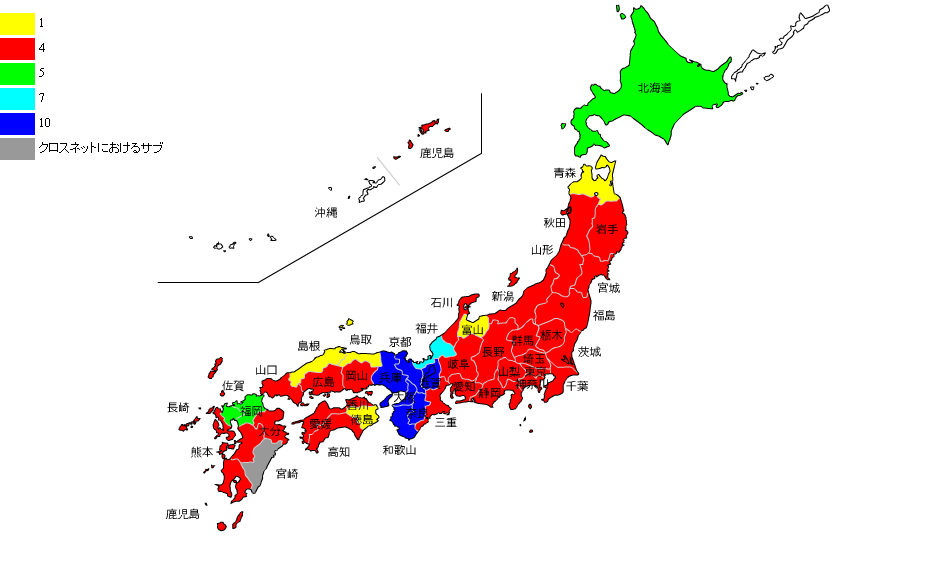
日本テレビ系列のリモコンキーID地図

NNN系列局のリモコンキーIDは原則として「4」となっているが、福岡県では先に開局したJNN系列のRKB毎日放送（RKBテレビ）がかつての福岡地区のアナログ放送チャンネルと同じ「4」を割り当てられたことに加え、ANN系列の九州朝日放送（KBCテレビ）もかつての福岡地区のアナログ放送チャンネルと同じ「1」を割り当てられたことで「5」が空いていたことから、当局と同じくFYCSの連結子会社である札幌テレビ放送（STV）と同番となる「5」が割り当てられた（NNN系列局でリモコンキーID「5」を使用している局は、当局とSTVの2局のみとなっている。このため、NNN系列局でアナログ親局がUHFだった放送局では唯一、リモコンキーIDに「4」を使っていない。本来、このような場合は準キー局かつ当局と同じFYCS連結子会社の読売テレビ放送（YTV、アナログ親局10chを踏襲）にあわせて「10」を使用するのが一般的であるが、全国的にあまり使用されない2桁番号のため、STVに合わせたと考えられる。更にNNN系列局でリモコンキーIDに「4」を使っていない局はほかに、「1」の青森放送（RAB）、北日本放送（KNB）、日本海テレビジョン放送（NKT）、四国放送（JRT）（以上、アナログ親局1chを踏襲）、「3」のテレビ宮崎（UMK、クロスネット局）、「7」の福井放送（FBC、クロスネット局）、「10」のYTV（前述）がある。佐賀県でもそのまま「5」にプリセットされるが、長崎・熊本・大分・山口の各県では、地元ANN系列局（長崎文化放送・熊本朝日放送・大分朝日放送・山口朝日放送）が「5」を使用しているために枝番が付き、「6」や「10」等の空き番号に設定される。
このことを周知することから、FBSのID画面では「地デジGO!」と宣伝したものを放送した（その一例として、戦隊ヒーローもののかぶり物をした人たちが人文字で「5」をこしらえたり、アイドル風の3人の女の子がテクノ調の曲に合せて指文字で「5」と表し「ラララ地デジGO!」と歌うものもあった）。
FBS50年史によると、タッチチャンネルテレビが普及したアナログ時代末期は、家庭によって11や12にプリセットされ、FBSは特定のリモコンチャンネル番号が定着していなかったこと、UHFコンバーターで視聴していた時代は1か2チャンネルに変換していたことから、FBSはリモコンキーIDに「1」か「2」を希望したが、1はKBCテレビ、2はNHK教育テレビに決定したため「5」を選択した。
前述の通りFYCS社内では当局とSTVが「5」、YTVが「10」にそれぞれ割り当てられている一方、中京テレビ放送はそのままアナログ新局4chを引き継ぐ形で日本テレビと同じく「4」を抑えている。
| 局名       | 物理 チャンネル | 空中線電力 | 所在地              | 備考                                                                      |
| ---------- | --------------- | ---------- | ------------------- | ------------------------------------------------------------------------- |
| 福岡局     | 32ch            | 3kW        | 福岡タワー          | 当初暫定30Wで運用し、2006年11月試験的に定格に引き上げ。12月以降は定格出力 |
| 北九州局   | 32ch            | 1kW        | 皿倉山              | 2006年10月1日開局。当初は暫定10Wで運用し、1ヶ月後に100Wに引き上げ         |
| 久留米局   | 21ch            | 30W        | 九千部山            | 2006年12月1日開局。当初は暫定3Wで運用                                     |
| 大牟田局   | 21ch            | 10W        | 甘木山              | 2007年6月1日開局。当初は暫定1Wで運用していた                              |
| 行橋局     | 32ch            | 10W        | 大坂山              | 2007年9月1日開局                                                          |
| 宗像局     | 20ch            | 21W        | 許斐山              | 2007年9月1日開局。試験放送時は暫定2Wで運用                                |
| 苅田局     | 21ch            | 1W         |                     | 垂直偏波                                                                  |
| 筑前山田局 | 21ch            | 1W         | 熊ヶ畑山            |                                                                           |
| 吉田局     | 15ch            | 1W         | 権現山 （小倉南区） |                                                                           |
| 黒木局     | 32ch            | 1W         |                     |                                                                           |
| 須恵局     | 32ch            | 1W         | 岳城山              |                                                                           |
| 太宰府局   | 20ch            | 1W         | 高雄山              |                                                                           |
| 鞍手局     | 32ch            | 1W         | 六ヶ岳              | 垂直偏波                                                                  |
| 田野浦局   | 36ch            | 0.3W       |                     |                                                                           |
| 早良局     | 20ch            | 0.3W       |                     |                                                                           |

### アナログ放送
先述の通り、チャンネル設定を福岡地区ではプリセット番号の11chまたは12chに登録する世帯などが多く、北九州地区の場合は3chに登録する世帯が多かった。 
| 局名       | チャンネル | 空中線電力 | 所在地             | 備考     |
| ---------- | ---------- | ---------- | ------------------ | -------- |
| 福岡局     | 37ch       | 30kW       | 鴻巣山             |          |
| 北九州局   | 35ch       | 10kW       | 皿倉山             |          |
| 久留米局   | 52ch       | 300W       | 九千部山           |          |
| 大牟田局   | 43ch       | 300W       | 甘木山             |          |
| 行橋局     | 43ch       | 100W       | 大坂山             | 垂直偏波 |
| 宗像局     | 47ch       | 30W        | 許斐山             |          |
| 苅田局     | 37ch       | 10W        |                    | 垂直偏波 |
| 筑前山田局 | 47ch       | 10W        | 熊ヶ畑山           |          |
| 吉田局     | 43ch       | 10W        | 権現山（小倉南区） |          |
| 黒木局     | 37ch       | 10W        |                    |          |
| 須恵局     | 39ch       | 10W        | 岳城山             |          |
| 太宰府局   | 61ch       | 10W        | 高雄山             |          |
| 鞍手局     | 21ch       | 10W        | 六ヶ岳             | 垂直偏波 |
| 田野浦局   | 43ch       | 3W         |                    |          |
| 早良局     | 44ch       | 3W         |                    |          |

## 資本構成
企業・団体の名称、個人の肩書は当時のもの。出典：

### 2025年4月1日
| 株主                       | 比率 |
| -------------------------- | ---- |
| 読売中京FSホールディングス | 100% |

## 沿革
- 1968年（昭和43年）
  - 4月19日 - テレビ予備免許取得[28]。
  - 5月27日 - 株式会社福岡放送設立。

当時の本社は博多区築港本町（旧博多パラダイス）。福岡送信所は福岡市中央区小笹の鴻巣山（新築）、北九州中継局は皿倉山（新築）、久留米中継局は九千部山に設置。
当時は福岡地区および北九州地区において、UHFチューナー付のテレビが普及しておらず、FBSを視聴するためにUHFコンバータとアンテナを追加購入する必要があり、FBSの視聴率が低くなるため、CM放送料をVHF局よりも低く設定せざるを得なかったことや、白黒からカラー放送への過渡期で、キー局の日本テレビでも完全にカラー化されておらず、カラー放送機材が大変高価で、3箇所の基幹送信所とカラー設備を開局当初から揃える余裕がなかったことから、テレビカメラなどの放送機材は白黒放送用の安価な機材を導入した。また、スタジオ、中継用の放送設備や人員を最小限に抑え、自社制作番組は極力制作しない方針が取られた。同様の方針は、昭和40年代に開局した他のテレビ局や平成新局においてもみられた。先発VHF局は、親局（RKBとKBCは福岡、TNCは八幡）を先に開局後、数年後に中継局（RKBとKBCは八幡、TNCは福岡）を開設。UHF波解禁後、久留米や大牟田などの中継局を開設しており、FBSはエリア拡大を優先させた。
- 1969年（昭和44年）
  - 2月20日 - 試験電波発射[28]。
  - 3月1日 - サービス放送開始[28]。
  - 4月1日 - テレビ開局、同時にカラー放送実施（ネット番組のみ）。福岡局（37ch）と久留米局（52ch）のみ開局。福岡県民放テレビ第4局。北九州中継局（35ch）は山口放送とのエリア調整に時間を要し、5ヶ月後に開局。

開局時のキャッチフレーズは「楽しいFBS」であった。また県内初のUHFテレビ局であることから、催事が行われると同時に県内では（特に福岡市と北九州市）VHFチューナーのみのテレビが主流だったことから、UHFコンバータとUHFアンテナの普及活動が行われていた。設立母体の九州電力の検針員が各家庭にコンバータを案内するチラシを投函していた。UHFオールチャンネルのコンバータは高額だったため、安価な37チャンネル又は35チャンネルのみのコンバータが開発された。
社史によると、開局間もない頃はスタジオサブの機材が整備されておらず、ローカルのスタジオ生放送番組は白黒放送機材を搭載した中継車をスタジオサブ代わりにして放送していたため、しばらくの間カラー化されなかった。スタジオも近年のテレビスタジオのようなしっかりしたものではなく、他の部屋からの音が聞こえるようなものだった。開局当時はメイク担当者もいなかった。

ただし、マイクロ波中継器を他社に先駆けて導入するなど、スタジオ設備が整っていない代わりに、屋外からの生中継は当初から積極的に行っていたようである。
- 1972年（昭和47年）9月13日 - カラー中継車導入[29]。
- 1979年（昭和54年）
  - 3月5日 - 本社が築港本町から中央区渡辺通1丁目1番1号のサンセルコビルに移転。同時にCMバンクの運用を開始[30]。

サンセルコ社屋時代はスタジオが1つしかなく、L1スタジオと呼んでいた。築港本町の社屋には本格的なスタジオがなく、当時のFBSにとって制作スタジオの設置は悲願であったが、サンセルコは渡辺通南部の再開発に伴うテナントビルで、FBS専用に設計された建物ではなかったため、スタジオの形が長方形で美術倉庫も狭く、大道具搬入用エレベーターもなく、使い勝手はあまりよくなかった。移転に際し自社ビルを建設することも検討したが、当時、今後ニューメディア時代が到来すると予想され、将来のテレビの採算性に不安があったことから、テナントビルに入ることにし、スタジオも1つしか設けなかった。その後、福岡ダイエーホークスの発足に伴い、スポーツ中継が増えたことから、L1サブの他に、中継受けサブが設置された。また、スポットニュースはスタジオからではなく、報道部に設置した顔出しカメラから放送していた。アナウンサーの後ろに衝立を置いていた場合と置かなかった場合があり、衝立がなかった場合は記者が後方のデスクで仕事をしている様子が映っていたこともあった。
  - 12月1日 - 音声多重放送を開始（福岡地区かつ同じNNN系列で、同じ日に開始した広島テレビ、山口放送と共に関西以西のテレビ局初）[30][31]。
- 1981年（昭和56年）5月21日 - 「FBSニュースリポート」を通じて、山田弾薬庫跡地に「Buddy,care nuclear casualty（仲間よ、核災害に注意せよ）」との英語表記の看板があることをスクープしたことを明らかにした。
- 1985年（昭和60年）4月1日 - 福岡送信所の送信機を更新（UHF30kw級の送信所では世界初となる全固体化送信機）[32]。
- 1987年（昭和62年）11月29日 - テレビジョン文字多重放送実施（福岡地区かつ関西以西の民放初）。
- 1990年（平成2年）10月1日 - 長崎支局を設置（長崎国際テレビ開局延期による設置で1991年（平成3年）4月1日の開局により廃止となった）。
- 1994年（平成6年）3月10日 - 矢部中継局を最後にアナログテレビ中継局の開局が終了[33]。
- 1997年（平成9年） - CM間引き問題発覚[34]、後に同様の問題で発覚した北陸放送と同時に処分を受ける。日本民間放送連盟・NNSの会員資格を除名・停止させられた。その際には『24時間テレビ』の自主的な募金活動を自粛し、くまもと県民テレビが九州地区幹事局を代行した。この問題により社長が引責辞任するまで、FBSの社長は大株主の九州電力出身者が就任していたが、これ以降はキー局の日本テレビ出身者が社長に就任している。
- 1999年（平成11年）
  - 4月1日 - 開局30周年。
  - 12月 - 『FBS福岡放送30年史』社史を発行。
- 2000年（平成12年）11月 - ロゴを現在の物に変更（デザインは藤井フミヤ）（旧ロゴは開局から用いられた物で、赤でF、青でB、黄色でSを角書体にしたものだった。ただし、マイク、中継局の外壁、表札は旧ロゴのまま）。
- 2002年（平成14年）11月 - 中央区清川に新社屋着工開始（エフエム福岡南東）。
- 2004年（平成16年）9月 - 開局35周年事業の一環として、中央区清川の現社屋が完成。
- 2005年（平成17年）2月27日 - 現社屋に移転、2度目の本社屋移転。同時に地上デジタル放送対応マスターに更新（NEC製）。
- 2006年（平成18年）7月1日 - 地上デジタル放送開始。
- 2011年（平成23年）7月24日 - 地上アナログ放送終了。
- 2019年（平成31年・令和元年）
  - 4月1日 - 開局50周年。キャッチコピーおよび番宣番組のタイトルが「みたいけん。FBS」から「やーっ!FBS」に変更。
  - 5月 - 九州地方の民放で初めての、4K対応の大型中継車（ソニー製）を導入[35][36]。
  - 9月15日 - 「NNS標準営放システム」サービス提供開始[37]。日本テレビ系列共通仕様とし、番組やCMのオンライン搬入に対応した。また、他の系列局が災害などで放送不能になった際は、FBSの放送と他局の放送を同時に出せるようになった。[要出典]
  - 12月 - 『福岡放送50年史：やーっ!、みんなで立ち上がろう!FBS 50th』社史を発行。
- 2020年（令和2年）
  - 2月 - 局内のAスタジオのサブシステムを、4K対応仕様に更新（パナソニック製）[38]。
  - 同年度内に、本社の使用電力の完全再生エネルギー化を達成[39]。
- 2022年（令和4年）
  - 2月21日 - データ放送をリニューアル。
  - 4月 - テレビ局としては初の「再エネ100宣言 RE Action」に参加[39][40]。
- 2024年（令和6年）6月30日 - FBSを含む福岡県内民放4局（RKB毎日放送、九州朝日放送、テレビ西日本）と、災害対策基本法2条5号に定められる指定公共機関の指定を受けている日本放送協会（NHK）の福岡放送局及び広島放送局との間で、災害報道に関する覚書を締結[41][42][43]。
- 2025年（令和7年）4月1日 - 当社と読売テレビ、中京テレビ、札幌テレビが統合し、読売中京FSホールディングス（FYCSHD）が発足、当社はFYCSHDの傘下となる[44]。

### ネットワークの移り変わり
- 1969年（昭和44年）4月1日 - この日の開局以来、日本テレビ系列フルネット局である。ニュースネットワークNNNに加盟したが全日に限れば九州では初であった。日本テレビ九州分室から九州全般（同日にNNN加盟局が開局した長崎県、熊本県、鹿児島県を除く）の取材を継承したが、徐々にクロスネット局に移行。
- 1972年（昭和47年）6月14日 - この日発足のNNSに加盟。
- 1990年（平成2年）10月1日 - テレビ長崎の日本テレビ系離脱により長崎支局を開設。
- 1991年（平成3年）4月1日 - 長崎県の取材を長崎国際テレビに移管。以降取材エリアが福岡・佐賀両県のみとなる。TVQ九州放送の開局で一部番販ネットしていたテレビ東京系の番組が同局に移行して姿を消す。
- 1997年（平成9年） - CM間引き問題で日本民間放送連盟・NNSから活動停止処分を受けるが1年で解除。

### 福岡県と日テレ系
当初、福岡県の日テレ系列は八幡市（現・北九州市）に本社を置いていたテレビ西日本（TNC）であった。これは当時、TNCに日テレが資本参加していたことが主な理由としている。また当時のTNCは朝日新聞社も資本参加していたので、福岡市にある九州朝日放送（KBC、当時は日本教育テレビ（NET、現・テレビ朝日）とフジテレビジョンの2つのキー局のクロスネット局だった）と合併させて福岡県全域をカバーする朝日系テレビ局を開局することを条件にTNCは関門地域、KBCは福岡地域を主対象として開局させた。
しかし、その後朝日新聞社はTNCから資本撤退した事でKBCとの合併は撤回、互いに相図ってサービスエリアの相互乗り入れをして両局は全県放送を開始したが、入れ替わる形で山口放送（KRY）が下関市に関門テレビ放送局を開局（当初はTNCのサービスエリアを考慮し、日テレ系の徳山=現・周南本局とは番組内容を代えて事実上はNETメインの独立局扱いとして開局）。さらに読売新聞西部版の創刊で、TNCとの資本関係が強い西日本新聞に重圧を与えることになる。
更にTNCとKBCが全県放送を開始したことにより、同じように毎日新聞資本でラジオ九州（福岡市）と西部毎日テレビジョン放送（小倉市=現・北九州市）の統合で誕生したRKB毎日放送（RKB）側が反発。その事から毎日側がUHFによる新テレビ局を開局させる計画につながって、読売側も資本参画する動きまで出る事態となった。そのため、TNCと西日本新聞はこのまま日テレ系で続ける事が難しいとしてスポンサーからの反対を押し切って1964年（昭和39年）10月にフジ系列への1本化を強行し、またKBCもフジ系列とのクロスネットを捨てNET系に1本化。日テレ系フルネットのテレビ局が福岡県から一旦消滅することとなった。それとほぼ同時に、山口放送も事実上NETメインだった関門局も徳山本局と同じ日テレからのネット番組放送に1本化。1966年（昭和41年）のNNN発足後はFBSが開局するまで、山口放送は事実上福岡県東部での日テレ系列を補完する役割を持っていた。なお、日テレ系列の一部の番組は番販の形で福岡県西部向けにRKBなどがネット受けしていた。報道については、九州地区でフルネット局がないままNNNが立ち上った関係で、日本テレビが福岡に九州分室を設置して取材を担当していた。
4年後の1969年（昭和44年）4月1日、福岡初のUHFテレビ局となるFBSが開局。TNCのネットチェンジから4年半、読売新聞と日本テレビにとって待望のフルネット局が誕生したが、上記の経緯から最初は福岡と久留米だけの開局であり、北九州局の開局は、KRY関門局とのエリア調整に時間を要し5か月遅れで開局した（ちなみに、その後開局したTXN九州（現・TVQ九州放送（TVQ））は、山口県側の系列局を考慮しなくてよいため、北九州局も福岡・久留米と同時に開局している）。

## シンボルマーク
2000年（平成12年）11月1日から採用している新しいシンボルマーク（参考リンク）は福岡県久留米市出身のミュージシャン藤井フミヤがデザインした。コンセプトは「family・家族」で、FBSの頭文字「F」をモチーフに子どもを抱いた聖母をイメージしている。
2022年（令和4年）4月3日放送の「地元検証バラエティ　福岡くん。」において、藤井フミヤによってシンボルマークに「フブちゃん」という名称がついた。

## マスコットキャラクター
- ゆめんた
※2006年（平成18年）3月18日に放送した特別番組「FBS大感謝祭!4時間30分全力生放送」で登場し、その後視聴者からの公募により命名した。
- 1994年（平成6年）から、開局25周年を記念して2と5を組み合わせたピッピィと言うキャラクターが存在。
- また、これとは別に2016年（平成28年）4月の「みたいけん。FBS」のキャッチコピー制定と同時に頭の部分が大きい目になった犬のキャラクターも登場した[48]。
- 2022年（令和4年）7月、ヒーローを模した「バカチンガー」が誕生、公式サイトとFBSのクロージングで見ることができる[49]。九州で子供を叱るときに用いられるとされる「バカチンが」[50]が由来とされる[51][52]。

## スタジオ
※全スタジオHD対応。
- Aスタジオ - 社屋1階。110坪。3層吹き抜け。現在は『夢空間スポーツ』及び『FBS金曜トレビアン』、各種特別番組（報道以外）などで使用。副調整室（Aサブ）は2階に設置。「帯番組限定」
- Bスタジオ - 社屋1階。2層吹き抜け。現在は『めんたいワイド』、『バリはやッ!ZIP!』で使用。本スタジオにはIHクッキングヒーターが設置されているため、各番組で調理等を行う際に使用。旧社屋時代と同様に、ワンタッチコントローラーを使用し、ハンディカメラ以外はリモコン雲台を装備した小型スタジオカメラをサブからリモートコントロールしている。あらかじめ登録した撮影構図を本番中に呼び出すことができ、固定カメラはカメラマンなしで運用している。副調整室（Bサブ）は2階に設置。Aスタジオより面積が狭い。「ワイド番組に限定。」
- Nスタジオ（FBSニュースセンター） - 社屋3階。主に『FBS NEWS』で使用。台風などの報道特番にも使用される。副調整室（Nサブ）はキャスター席やデスクの奥にある。設計理論上、親局（日テレ）より狭い。

## 情報カメラ設置ポイント

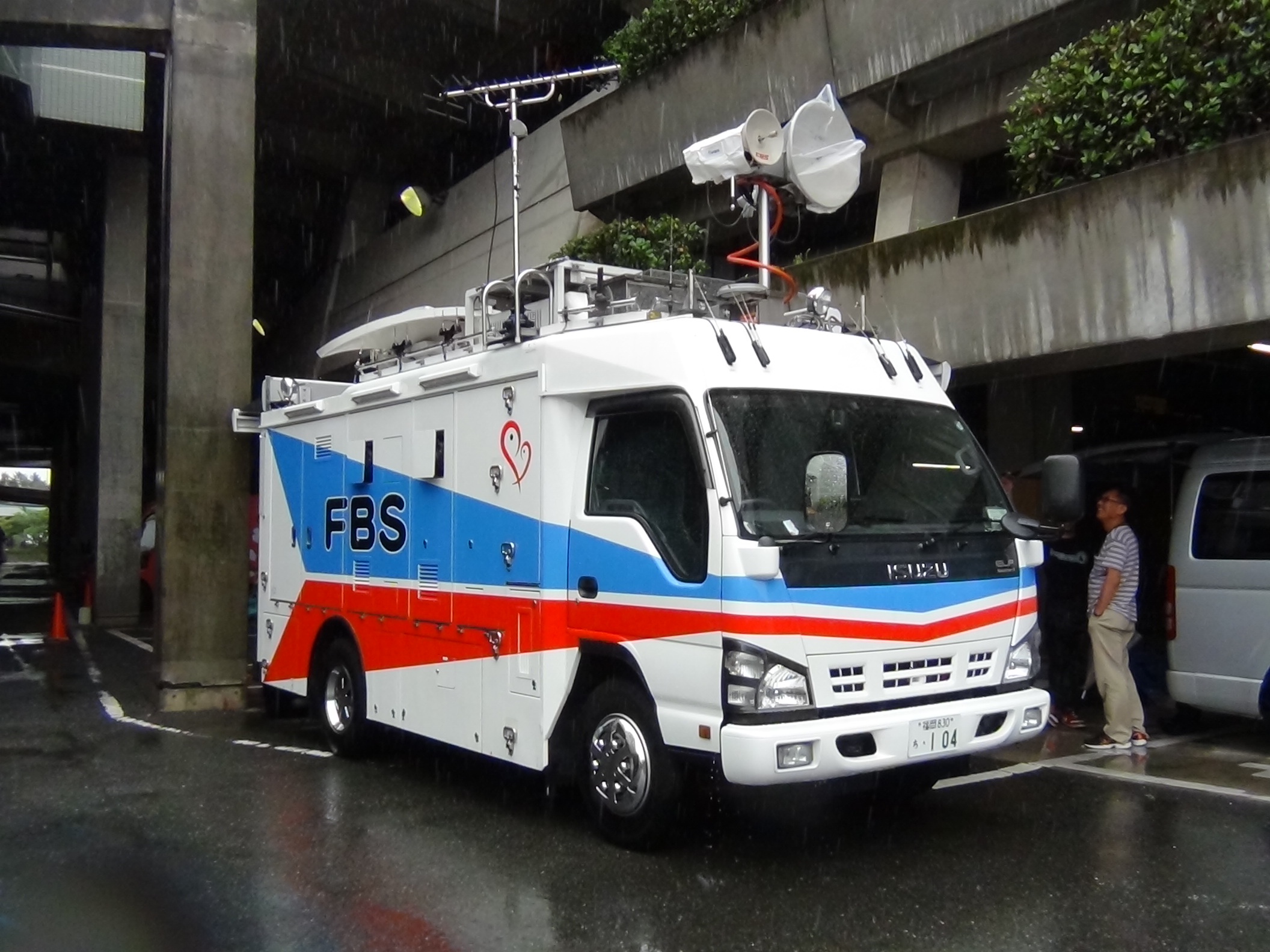
FBSの中継車

### 常設設置ポイント
- 本社屋上（福岡市）
- 渡辺通（福岡市、紙与天神ビル[53][54]）
- 福岡空港（福岡市）
- JR博多駅[55]（福岡市）
- 博多港（福岡市、福岡サンパレス[56]）
- 北九州市
- 北九州空港（北九州市）
- 関門橋（北九州市・山口県下関市）
- 久留米市
- 佐賀空港
- 波戸岬（佐賀県唐津市）

社史によると、福岡空港に情報カメラを設置したのはFBSが初めてである。

## 番組

### 自社制作番組
報道
- FBS NEWS[57]

情報・ワイドショー
- バリはやッ!ZIP!（月曜 - 金曜 5:20 - 6:58）
- めんたいワイド（月曜 - 金曜 15:48 - 19:00）
- ARNE 〜もっと福岡を、好きになる〜（金曜 0:54 - 0:59（木曜深夜））
- WAO!（金曜 1:59 - 2:10（木曜深夜））
- 1minuteシネマ（金曜 22:54 - 23:00）
- 九州まるごと生情報（毎年夏・冬の年2回放送、NNN九州系列6局共同制作）[58]

バラエティ
- ナンデモ特命係 発見らくちゃく!（日曜 23:25 - 23:55）
- 地元検証バラエティ 福岡くん。（日曜 12:35 - 13:30）
- 福岡すっぴんツアー!（土曜、日曜午後不定期特番。九州ブロックネット）
- FBS大感謝祭!（毎年3月第2～3土曜日）
- 福岡人志、 松本×黒瀬アドリブドライブ（土曜 9:30 - 10:25）※不定期特番
- FBS開局50周年記念番組 福岡ゲンジン（2020年・2021年）※不定期特番

教養・ドキュメンタリー
- まちが★スキー（土曜 9:25 - 9:30）
- 優&舞の知っトク!ふくおか（土曜 11:55 - 12:00）
- あなたとmy channel FBS（第1日曜 5:45 - 6:00）
- 今日の焦点・北九州（日曜 17:25 - 17:30）
- 夢∞無限大FUKUOKA（月曜 1:25 - 1:40（日曜深夜））
- 目撃者f（毎月最終日曜の翌日未明 1:25 - 1:55（日曜深夜））
- 九州××××（開始は1982年、毎年末に放送、NNN九州系列6局共同制作）[59]

スポーツ
- 夢空間スポーツ（日曜 16:55 - 17:25）
- DRAMATIC BASEBALL（福岡ソフトバンクホークス戦中継）
  - カードによってはBS日テレへの同時ネット（一部時間帯は裏送り）で全国配信することがある。
  - 日本シリーズの全国ネット中継は日本テレビ主導制作（技術面・リアルタイム字幕放送・連動データ放送付加・番組送出も全て担当し、福岡放送は制作協力扱いとなる）で放送する。
  - ビジターゲームについては、地元局との局間ネットか、地元局または球団公式映像の利用による福岡放送の独自制作かが随時異なる。局間ネット時も制作局が冠スポンサー番組（主に対広島東洋カープ戦での広島テレビ放送）[60]となった場合は、福岡放送で通常の番組タイトルに改題する。
- BEST GLOVE（月曜未明不定期）
- スカパー!によるJリーグ中継
  - 2011年より4年間サガン鳥栖主催試合を、2015年からはアビスパ福岡主催試合を、それぞれ受託制作。サガン鳥栖は本来放送対象区域外の佐賀県鳥栖市がホームタウンとなるためこのような現象になるのは2007年シーズンまでモンテディオ山形ホームゲーム中継を担当した仙台放送以来3シーズンぶりである。なお2015年からサガン主管のものは前年までアビスパ主管のものを製作受託していたVSQ（テレビ西日本グループ）が担当するため、製作局を交換する形となった。
- FBS女子プロチャレンジゴルフ（開始は2009年、年末年始にNNN九州系列6局及びBS日テレ、日テレG+にて放送）[61][62][63]

### 日本テレビ系時差ネット番組
- 川島・山内のマンガ沼（火曜 1:29 - 1:59（月曜深夜）、読売テレビ制作）
- ルパン三世 PART6（火曜 1:59 - 2:29（月曜深夜））
- 浜ちゃんが!（水曜 0:54 - 1:24（火曜深夜）、読売テレビ制作）
- にけつッ!!（水曜 1:29 - 1:59（火曜深夜）、読売テレビ制作）
- オードリーさん、ぜひ会ってほしい人がいるんです。（木曜 0:54 - 1:24（水曜深夜）、中京テレビ制作）
- 東野・岡村の旅猿19（木曜 1:29 - 1:59（水曜深夜））
- 太田上田（木曜 1:59 - 2:24（水曜深夜）、中京テレビ制作）
- スクール革命!（土曜 12:00 - 13:00）
- シキザクラ（金曜 2:10 - 2:40（木曜深夜））
- 今田耕司のネタバレMTG（土曜 13:00 - 14:00、読売テレビ制作）
- ダウンタウンのガキの使いやあらへんで!（日曜 1:00 - 1:30（土曜深夜））
- 乃木坂スター誕生!（日曜 2:00 - 2:30（土曜深夜））
- RUN!RUN!RAMPAGE!!（日曜 2:30 - 3:00（土曜深夜））
- それいけ!アンパンマン（日曜 5:00 - 5:30）
- 遠くへ行きたい（日曜 6:30 - 7:00、30分先行ネット、読売テレビ制作）

### 終了した自社制作番組
- がんばれ太平洋ライオンズ（1973年6月18日 - 9月21日）
- Night Jack FUKUOKA（1984年10月 - 1990年9月25日）
- OKINKA-TV（末期は『ジパングあさ6』のローカル差し替えとして放送）
  - はやおきだいすき+ジパング（1997年6月30日 - 1998年3月27日）
- バッテキ!
- Dr.クラナガン（九州電力提供地域ブロックネット番組。サガテレビでも放送した）
- なぜなぜ九州（上記のDr.クラナガンの前番組。同じく九州電力提供の地域ブロックネット番組だった）
- 夢にエール!（九州電力提供）
- データソムリエ西村雅彦（九州電力提供ミニ番組。木曜 21:54 - 22:00、長崎国際テレビ・鹿児島讀賣テレビ、熊本県民テレビでも放送していた。2012年3月終了。）
- 奥さま10:30
- ミラクルかぼちゃ
- PREMIUM NAGASAKI 極上の長崎へ
- Jumpupホークス
- 所的蛇足講座（自社制作全国ネット番組〈東京支社での制作〉）
- ホットパンツ（自社制作全国ネット番組〈上記と同様〉）
- アッコとマチャミのテレビ→アッコとマチャミの新型テレビ（自社制作全国ネット番組〈上記と同様〉2001年4月2日 - 2005年3月30日）
- サンデーFBS（開局時）
- FBS NOW
- FBSニュースリポート→FBS EVENING NEWS→FBSきょうのニュース→NNN・FBSプラス1
- ニュースプラス1金曜ワイド よかとこドンドン
- 突PingTV!
- バクタレ!
- ハナキン通1丁目
- ゴルフ名物ホール
- 朝ドキッ!九州（月曜 - 金曜 5:20 - 6:30 1998年 - 2007年9月28日）
- 北九州☆きらり
- ギモン解決!ふくおかQ
- ロバートハウス
- パチ王
- ふくおか わかるTV
- ナイトシャッフル⇒ナイトシャッフルG（ゴールデン）（1994年5月1日 - 2016年3月18日）
- NEWS5ちゃん
  - 2012年4月から2015年3月までは、『Oha!4 NEWS LIVE』『NEWS ZERO』『Going!Sports&News』『真相報道 バンキシャ!』以外のニュース番組の頭及び『ローカルニュース』（旧『FBS NEWS』・月曜 - 金曜 20:54 - 21:00）にこのタイトルが付けられた。[64]
  - 2012年4月から2013年3月までは、火曜 21:54と土曜 16:55にも設定されていた。
- NEWSめんたいPlus（月曜 - 金曜 18:15 - 19:00）
- 心感覚サービス〜こころに響くおもてなし〜（木曜 21:54 - 22:00）
- めんたいワイド増刊号（日曜 10:55 - 11:25）
- 輝け!ゼファーバスケ（ライジングゼファーフクオカ応援番組）
- 九州Dreamingウーマン
- わくわく農園
- こちら北九編集部!
- ミライ創造! シゴト劇場
- Life is Flower 価値ある暮らしのエッセンス
- FBS金曜トレビアン
- 神伝説を残す男たち 10神ACTOR→10神さまの言う通り!?
- ガンバナ! 頑張るキミに花束を!（金曜 19:00 - 19:56、2019年3月までは『福岡夢実現バラエティー 頑張るキミに花束を!』。）
- 10神スパイ大作戦 -コード・バリカタ-
- めんたい×家族
- 九州1周 ヤマトホ!
- これが城識 あっぱれ!北九州
- next sparkles
- クロ女子白書
- オーラルQ 〜笑顔に輝く白い歯〜（月曜 21:54 - 22:00）
- 福岡こだわり酒場（水曜 21:54 -

22:00）
- 地域のお魅せ（木曜 21:54 - 22:00）
- 全国選抜高等学校テニス大会（1980年代、当局発の全国ネットで録画中継）

### TVQ九州放送開局まで放送していたテレビ東京系の番組
- バトルホーク（1976年10月2日から、土曜 17:00 - 17:30で先行放送。次回予告・エンディングは省略）
- グロイザーX（土曜 17:30 - 18:00枠）
- 合身戦隊メカンダーロボ（土曜 17:00 - 17:30）
- ドン・チャック物語（TNCで放送済みの第1期を、土曜 17:30 - 18:00で再放送。FBSでは第1期の再放送終了後に、第2期の放送を同時間帯で開始）
- ぐるぐるメダマン（土曜 7:15 - 7:45枠）
- バーバパパ（土曜 7:15 - 7:45、TVQ開局後、TVQでも放送）
- 超スーパーカー ガッタイガー（土曜 17:30 - 18:00）
- 恐竜大戦争アイゼンボーグ（土曜 18:00 - 18:30、次回予告・エンディングは省略）
- UFO大戦争 戦え! レッドタイガー（土曜 17:30 - 18:00）
- 恐竜戦隊コセイドン（土曜 18:00 - 18:30、次回予告・エンディングは省略）
- 科学冒険隊タンサー5（土曜 18:00 - 18:30、次回予告・エンディングは省略）
- 森の陽気な小人たちベルフィーとリルビット（土曜 7:45 - 8:15 → 7:30 - 8:00）
- がんばれゴンベ（土曜 7:30 - 8:00）
- ずっこけナイトドンデラマンチャ（日曜 7:30 - 8:00）
- 伝説巨神イデオン（1980年5月3日から、土曜 17:30 - 18:00で先行放送。1980年10月4日からは、18:00 - 18:30で6日早く先行放送）
- 戦国魔神ゴーショーグン（土曜 7:00 - 7:30で先行放送）
- 銀河旋風ブライガー（1981年10月3日から、土曜 8:00 - 8:30 → 7:45 - 8:15で3日早く先行放送）
- 銀河烈風バクシンガー（土曜 7:45 - 8:15）
- まんが 水戸黄門（月曜 - 木曜 17:30 - 18:00で集中放送）
- まいっちんぐマチコ先生（月曜 - 木曜 18:00 - 18:30で集中放送）
- トンデラハウスの大冒険（金曜 17:00 - 17:30）
- アニメ親子劇場（金曜 18:00 - 18:30）
- パソコントラベル探偵団（金曜 18:00 - 18:30）
- 銀河疾風サスライガー（土曜7:45 - 8:15）
- サイコアーマー・ゴーバリアン（土曜 8:15 - 8:45）
- 宗谷物語（土曜 7:45 - 8:15、1984年6月2日の放送は8:00 - 8:30）
- THE フィッシング（土曜 9:30 - 10:00、1984年6月2日放送）
- レッツGOアイドル（土曜 16:00 - 17:00枠）
- キャプテン翼（当初は木曜 18:00 - 18:30。帯での再放送多数。TVQ開局後に全話再放送。）（第2作はTNCで、第3作以降はTVQで放送。）
- マシンロボ クロノスの大逆襲（土曜 7:00 - 7:30）
- マシンロボ ぶっちぎりバトルハッカーズ（土曜 7:00 - 7:30）
- ホーム財テクライフ（日曜 7:15 - 7:30）
- テレビあっとランダム（原則８日遅れ、日曜 12:00 - 13:00）
- 徳光のTVコロンブス（日曜 12:00 - 13:00。91年3月まで。放送期間中にTVQ開局のため移行）
- 亜細亜音楽局（テレビ大阪制作、TVQ開局後もスポンサーの関係で最終回まで放送）
- ウルトラマンM715（月曜 - 金曜 16:55 - 17:00、90年夏頃)
- ジャングル大帝（土曜 7:00 - 7:30）
- ファミリータイズ（TVQ開局後は、TVQで全話再放送）
- ダッシュ!四駆郎（木曜 17:00 - 17:30 再放送はKBC）
- トキメキおちゃめ組（金曜 16:30 - 17:00）
- 花の生涯 井伊大老と桜田門（土曜 14:00 - 16:00、一部ずつ放送）
- タモリの音楽は世界だ（土曜深夜　91年3月まで）

### 本社が渡辺通にあった時代に放送された日本テレビ系列の番組
□は清川に移転してからもしばらく放送。■は現在も放送中。
- ジパングあさ6（一時期ネット）
- ズームイン!!朝!→□ズームイン!!SUPER
- □■ズームイン!!サタデー
- NNN朝のニュース
- □■NNNニュースサンデー
- NNN昼のニュース→□NNNニュースダッシュ
- NNN JUST NEWS→NNN6:30きょうのニュース→NNNライブオンネットワーク→□NNNニュースプラス1
- NNN日曜夕刊
- □NNNきょうの出来事
- ルックルックこんにちは→レッツ!→□ザ!情報ツウ
- □■キユーピー3分クッキング
- お昼のワイドショー→□午後は○○おもいっきりテレビ
- 2時のワイドショー
- 11PM→EXテレビ
- スーパージョッキー
- □■笑点
- □■世界まる見え!テレビ特捜部
- どちら様も!!笑ってヨロシク→□■1億人の大質問!?笑ってコラえて!
- □スーパーテレビ情報最前線
- □■ぐるぐるナインティナイン（1997年4月ネット開始）
- □■ダウンタウンDX
- □■ザ!鉄腕!DASH!!
- 久米宏のTVスクランブル→天才・たけしの元気が出るテレビ!!→特命リサーチ200X
- 知ってるつもり?!→□■行列のできる相談所
- クイズ世界はSHOW by ショーバイ!!→□速報!歌の大辞テン
- おしゃれ→オシャレ30・30→□おしゃれカンケイ（清川は最後の1か月のみ）
- □メレンゲの気持ち
- □伊東家の食卓
- □どっちの料理ショー
- □火曜サスペンス劇場（清川は末期のみ）
- 木曜ゴールデンドラマ（よみうりテレビ制作）
- 水曜ロードショー→■金曜ロードショー
- □■24時間テレビ 「愛は地球を救う」
- 他

### 特筆事項
- NNS系列の企画ネット番組『めばえ』は放送していないが、1970年代から90年代までにかけて、赤ちゃんの写真を募集して放送していた。写真に名前や住所（市区町村まで）のテロップを表示し、ハッピーバースデートゥーユーのオルゴール音楽に乗せて、1回5分程度早朝や夕方に放送していた。当時は家庭用ビデオデッキが普及しておらず、テレビの画面を写真に撮って保存した家庭もあった。2019年7月現在は、『めんたいワイド』（2019年6月までは『NEWSめんたいPlus』）の番組ラストで「はじめまして赤ちゃん」のコーナーがあり、そこで毎日1組の夫婦の出産後から退院までを放送している。
- 1980年代には、テレビ西日本の編成から外れたフジテレビ系列の番組（『Xボンバー』『めちゃっこドタコン』『ハニーハニーのすてきな冒険』など）を放送したことがあった。
- TVQ開局後でも、テレビ東京の番組が一部放送されていた例もある(ミスター味っ子、動物ふしぎ世界）。

## 所属するアナウンサーなど
アナウンサーはアナウンス部が編成局に設けられるまで（かつての契約アナを含めて）報道部の所属であった。（※は福岡県出身）

### 現在

#### 男性
- 1999年 松井礼明
- 2015年 元木寛人
- 2016年 須田健太郎（元北陸放送アナウンサー）、森洸（元サガテレビアナウンサー）
- 2018年 澤田泰佑
- 2023年 石田旭昇※

#### 女性
- 2002年 若林麻衣子
- 2006年 財津ひろみ※
- 2007年 伊藤舞
- 2020年 遠野愛、中谷萌
- 2023年 檜垣すみれ

#### 契約職
2013年入社の3人からアナウンサーとして列挙されている。以前は全員が報道専従契約であった。
- 吉村史織（2022年9月 - 、FBSエンタープライズ所属。、元CBCラジオレポートドライバー、元NHK名古屋契約キャスター。）
- 中村安里（2023年4月 - 、FBSエンタープライズ所属。）
- 八木菜月（2025年4月 - 、FBSエンタープライズ所属。）

### 過去

#### 男性
- 1972年
  - 斎藤恒雄（ - 2008年）
- 1978年
  - 久保俊郎（ - 2015年、同年3月27日『NEWS5ちゃん』最終回当日に定年退職。だが男性アナウンサー不足により、1年間スポーツ部の嘱託に移行して野球中継などをサポートしていた。現在はスカパー!等でプロ野球の実況を行っている。）
- 1984年
  - 古賀ゆきひと（ - 2015年12月、エグゼクティブアナウンサー、第24回参議院議員通常選挙出馬のため退社。現・参議院議員。）
- 1986年
  - 檜川彰人（ - 1990年、ラジオたんぱ（現：ラジオNIKKEI）に移籍）
- 1991年
  - 今泉清保（ - 1998年、フリーを経て、現：地元の青森テレビアナウンサー）
  - 酒井健治（ - 1997年、退社後は地元のテレビ大阪へ移籍。）
- 1993年
  - 会津泰成（ - 1999年、退社後は作家に転身。）
- 1994年
  - 浜崎正樹（ - 2023年1月）
- 1998年
  - 福岡竜馬（ - 2024年6月、スポーツ中継を主に担当した後に、同年7月1日付の人事異動でスポーツ部長に就任）
- 2002年
  - 牟田剛司（ - 2008年6月、報道部記者を経て現在は『バリはやッ!』他同局プロデューサー）
- 2006年
  - 齊藤直史（ - 2013年9月）
- 2013年
  - 豊原慎二（ - 2022年6月、元ザスパ草津選手。北海道放送から移籍。同年7月から営業部へ転身。）

#### 女性
- 1985年
  - 堤信子（ - 1995年5月、退社後フリー）
- 1987年
  - 松吉ゆかり（ - 2022年、その後同局の報道記者）
- 1990年
  - 生田目理恵
  - 橋本志穂（ - 1994年、番組で知り合ったタレント、ガダルカナル・タカと結婚後退社。その後フリーのタレントとして活躍。グルメリポーターの活動が多い。）
- 1991年
  - 舘恭子（ - 2016年6月、同年7月からは同局の報道記者を務める。）
  - 中村明美
- 1993年
  - 後藤信子
- 1995年
  - 奥田美香子（ - 2013年10月）
  - 林田真心子（ - 2000年11月）
- 1998年
  - 池田史（ - 2005年）
- 1999年
  - 山田真由美（ - 2016年6月、同年7月からは同局の報道記者を務める。）
- 2005年
  - 仲谷亜希子（ - 2013年3月）
- 2015年
  - 石川愛（ - 2020年12月、退社後はフリー転身。）
  - 松井くらら（ - 2018年4月、退社後にサイバーエージェントへ入社。）
- 2018年
  - 小林茉里奈（ - 2023年6月、元AKB48。退社後はセント・フォース所属のフリーアナウンサー。）

#### 契約アナ
- 吉本いく子（元テレビ大分アナウンサー）
- 杝明子（もくめ・あきこ。元テレビ長崎アナウンサー）
- 本田千穂（元テレビ長崎アナウンサー、2012年4月よりテレビ熊本）
- 江崎裕子（元熊本県民テレビアナウンサー）
- 三浦千佳（元熊本県民テレビ契約アナウンサー）
- 丹羽真由実（2013年 - 2016年9月、報道専従契約。元テレビ金沢→テレビ北海道→FOX SPORTS ジャパン専属アナウンサー）
- 田邉有沙（2013年 - 2016年9月、報道専従契約。元岩手めんこいテレビ）
- 高崎恵理（2016年11月 - 2018年3月、報道専従契約。元熊本朝日放送）
- 石崎佳代子（2013年 - 2018年9月、元テレビ愛媛→セント・フォース）
- 平川侑季（2018年4月 - 2019年、報道専従契約。元大分放送）
- 倉淵舞（2019年4月 - 2020年、報道専従契約。元NHK高知放送局契約キャスター）
- 齊藤遥陽（2018年4月 - 2021年、報道専従契約。元NHK熊本放送局契約キャスター）
- 筒井あずみ（2019年10月 - 2022年5月、FBSエンタープライズ所属。元NHK鹿児島放送局契約リポーター。）
- 重信奈央（2019年9月 - 2022年8月、FBSエンタープライズ所属。当局報道記者に転身。）
- 井村らら（2021年10月 - 2022年9月、契約アナウンサー、航空会社スターフライヤーからの出向社員で当初2022年3月までの6ヵ月契約だったが、更に契約期間を同年9月まで延長[65]。）[66]
- 桐生阿由子（2022年4月 - 2023年3月、FBSエンタープライズ所属。元NHK盛岡契約リポーター。）
- 阿部まみ（2023年4月 - 2025年3月、FBSエンタープライズ所属。）

## アナウンサー以外の出身者
- 濱倫史（RKB毎日放送から移籍し報道記者・ニュースデスク。FBSニュースリポートキャスター）

## ケーブルテレビ再送信局
以下のケーブルテレビではテレビ放送を再送信している。なお、テレビ放送のデジタル転換により、地元に日本テレビ系のフルネット局がある地域を中心に、順次再送信が取り止められることになっていた。デジタル放送再送信では佐賀県が特例地域として位置付けてある為、FBS側が地上デジタル放送においての区域外再放送に同意した。地上デジタル放送は日本民間放送連盟が区域外再放送を禁止していることから特例地域以外への再送信は原則不可とされていた。
大分県では、2008年（平成20年）7月、TVQ九州放送を除く在福4テレビ局が大分県内のケーブルテレビ事業者（大分ケーブルテレコム・大分ケーブルネットワーク・CTBメディア・ケーブルテレビ佐伯の各4社）に対して地上デジタル放送の区域外再放送を同意。2009年（平成21年）4月までにFBSは大分県のケーブルテレビ局（杵築市ケーブルネットワーク・臼杵市ケーブルネットワーク・国東市ケーブルテレビセンター）にも、その後新規に開局した同県竹田市・九重町・豊後大野市のケーブルテレビ局にも、それぞれ地上デジタル放送の区域外再放送同意した。これは大分県のテレビ大分が現在もNNS/NNN系列とFNS/FNN系列のクロスネット関係にあるためで、FBSとともにテレビ西日本・TVQ九州放送とセットで配信する局も多い。。
山口県下関市のケーブルネット下関では、地元に日本テレビ系のフルネット局（山口放送）があるが、地上デジタル放送の再送信を開始した（2009年（平成21年）11月ごろより）。ただし、同県内のその他のケーブルテレビ局に対してはデジタルでの再送信を拒否している。
長崎県では地域によって対応が分かれ、紆余曲折を経て有明海沿岸・壱岐・対馬などの各業者が再送信を実施している。
太字はデジタル波再送信実施局
- 山口県
  - ケーブルネット下関（J:COM 下関）
- 佐賀県 ※以下の佐賀県内の全ての局が佐賀デジタルネットワーク社（佐賀シティビジョン社に設置）より配信を受ける形となっている。
  - 佐賀シティビジョン（ぶんぶんテレビ）
  - CRCCメディア（くーみんブロードバンド）（本社福岡県久留米市）
  - 唐津ケーブルテレビジョン（ぴ〜ぷる放送）（佐賀県唐津市）
  - 多久ケーブルテレビ（多久CATV）（佐賀県多久市）
  - 有田ケーブル・ネットワーク（ACN）（佐賀県西松浦郡有田町）
  - 西海テレビ（佐賀県伊万里市・長崎県松浦市・北松今福町）
  - 伊万里ケーブルテレビジョン（I・CATV）（佐賀県伊万里市）
  - テレビ九州（KTK）（佐賀県嬉野市嬉野町）
  - ケーブルワン（佐賀県武雄市・大町町・江北町・白石町の一部）
- 長崎県
  - ケーブルテレビジョン島原（カボチャテレビ）
  - テレビ佐世保※デジタル波再送信については断念した
  - 諫早ケーブルテレビジョン放送 ※2009年（平成21年）8月1日より、パススルー方式でデジタル波再送信開始
  - 対馬市CATV
  - 壱岐市ケーブルテレビ （2011年（平成23年）4月開始）
  - 西九州電設（ひまわりテレビ） （2012年（平成24年）2月1日開始）
- 大分県
  - 大分ケーブルテレコム（J:COM　大分）※トランスモジュレーション方式でデジタル波再送信中
  - 大分ケーブルネットワーク（OCN）※トランスモジュレーション方式でデジタル波再送信中
  - CTBメディア（CTB）※トランスモジュレーション方式でデジタル波再送信中（光エリアでは、パススルー方式で デジタル波再送信中）
  - KCVコミュニケーションズ（日田）※パススルー方式でデジタル波再送信中
  - ケーブルテレビ佐伯（CTS）※パススルー方式でデジタル波再送信中
  - 杵築市ケーブルネットワーク（KDT杵築ど〜んとテレビ）※トランスモジュレーション方式でデジタル波再送信中
  - 臼杵市ケーブルネットワーク（U-net）※パススルー方式でデジタル波再送信中
  - 東大分システム ※パススルー方式でデジタル波再送信中（2012年（平成24年）1月中旬開始）※当初デジタルでは南海放送を再送信していたが当放送局へ変更
  - 佐賀関テレビ共聴
  - 鶴見ケーブルテレビ（CAT-TV）
  - 弥生ケーブルテレビ ※CTS経由
  - 直川ケーブルテレビ ※CTS経由
  - 本匠ケーブルテレビ（ホタル）※CTS経由
  - ケーブルテレビかまえ ※CTS経由
  - 豊後高田市ケーブルネットワーク施設 ※パススルー方式でデジタル波再送信中
  - 国東市ケーブルテレビセンター ※パススルー方式でデジタル波再送信中
  - 姫島村ケーブルテレビ（ケーブルテレビ姫島）
  - 北大ケーブル情報センター（中津）
  - 玖珠テレビ組合
  - 大山有線テレビ（OYT）
  - 豊後大野市ケーブルテレビ
  - ここのえケーブルテレビ ※パススルー方式でデジタル波再送信中
  - たけたケーブルテレビ ※パススルー方式でデジタル波再送信中
（その他、開局予定あり）